# 櫛橋政伊
櫛橋 政伊（くしはし まさこれ）は、戦国時代の武将。播磨国志方城主。異説もあるが（後述）、同城の最後の城主である。

## 名称について
実名を「政伊」とする史料は主にその子孫に伝えられたものであり、櫛橋家に伝わる「櫛橋家系図」及び「櫛橋定重象」の賛に記述があるほか、妹婿にあたる井上氏の菩提寺である福岡県北九州市の・弘善寺所蔵「井上之房夫人像」の賛の井上氏系図にもその名が確認できる。また通称は櫛橋家史料では「左京亮」、弘善寺史料では「左京進」となっており、また福岡藩の公式資料『黒田家譜』でも「左京進」とされている。「播磨上月文書」には天正3年（1575年）に「櫛左 政伊」の署名のある発給文書が存在し、「左京」を仮名とした櫛橋政伊という人物は実在のものとみられる。
しかしその実名はその他の史料によっては相違が甚だしく、志方城最後の城主として「伊則」、「祐貞」、「治家」と枚挙に暇がない。また志方城跡に建立された観音寺に伝わる「櫛橋之記」所蔵の系図に政伊に相当する人物の名はなく、他史料で父とされる伊定がその代わりに記述されている。

## 父について
父は江戸幕府公式資料である『寛政重修諸家譜』によると、志方城主・櫛橋豊後守伊定であり、これは櫛橋家史料の記述とも一致する。ただし『黒田家譜』や弘善寺史料によると「豊後守則伊」とされる。このようにこちらの名称についても錯綜しており、また志方城落城時の城主を伊定とする研究者もあり、こちらも不明が多い。
本記事では伊定と政伊は別人物・父子であり、志方落城時の当主を政伊として記述するが、資料によってはこの事績を伊定（もしくはそれに相当する人物）に比定するものもある。

## 生涯
天正元年（1573年）に没したと言われる父・豊後守伊定の跡を継いで志方城主となった。志方城は当時東播磨に勢力を持った別所氏の勢力圏内にあって1万石余りを領していたが、一方で中播磨の有力者であった小寺氏とも縁戚関係を結んでいた。妹には同国姫路城主で、小寺氏の重臣でもあった小寺孝高（黒田孝高）の妻となった光がおり、また弘善寺の史料によると、その姉に上月景貞室（妙寿尼）があり、他に弟が3人あったとされる。家臣として宇野氏・魚住氏・中村氏・長谷川氏が確認される。
天正5年（1577年）、織田信長による播磨平定が本格化し、織田の将であった羽柴秀吉が播磨国内に入ると、別所氏や小寺氏ら播磨の諸勢力と同様に織田軍の傘下に加わった。しかし天正6年（1578年）2月、播磨国内でも有数の勢力であった三木城の別所長治が突如として織田方を離脱した。別所氏は織田氏と敵対する毛利氏と協調したが、政伊もこれに同調し、近隣の神吉城や野口城、淡河城、高砂城らの諸勢力と共に織田方から離反した。この際、嫡子の三郎と近親数名を人質として三木城に提出した。当時、織田軍は播磨と備前の国境に近く、対毛利氏の最前線であった上月城の救援を画策していたが、播磨国内での別所氏や政伊らの謀反に対応するため上月城を見捨てざるを得なくなっており、6月下旬には上月城救援から撤兵した。当時城将を務めていた尼子勝久やその家臣の山中幸盛らは、毛利軍の攻勢に耐えかねて、7月3日に上月城は落城した。
一方で5月には織田信長嫡子の織田信忠率いる織田軍が播磨へ進軍していた。集結した織田軍は三木城およびその支城であった志方城などを包囲する形で布陣し、7月16日には神吉頼定の神吉城が落城した。志方城も北畠信意・長岡藤孝らの包囲を受けた。城外の戦闘でも織田軍に敗北して多数の家臣を失った。加えて、伝承に拠れば、攻撃方7千5百に対して城方は1千兵でしかなく、その1千兵の過半数が赤痢に感染しており、戦闘不能であった。これらによって士気を喪失した政伊は8月10日に降伏し、志方城主としての櫛橋氏はここに滅亡した。以後、孤立した三木城は羽柴秀吉による包囲戦を強いられ、天正8年（1580年）1月17日の三木城落城、俗に言う「三木の干殺し」をもって平定されることになった（三木合戦）。三木城落城に先立った1月10日の文書に、志方城が既に落城している旨の記述が見られる。
志方落城前後の城主（政伊）の動向には諸説あり、自害したという説のほか、織田方に投降して城を退去した、密かに逐電した、または織田方の攻勢によって戦死したとするものもある。さらに父の伊定は織田方に与していたという説もある。いずれにせよ、武将としての政伊（あるいは事績の錯綜する父・伊定）の消息は志方落城とともに断たれている。

## その後の櫛橋氏
「櫛橋家系図」によると子には3男2女があり、別所氏への人質として三木城におり落城とともに自害した長男・三郎を除いてはみな幼かったので、いずれも志方落城を前にして城から逃れ出たとされる。また三人いた政伊の弟たちも難を逃れたらしい。後に政伊の妹婿にあたる黒田氏が豊臣家臣として台頭すると、生き残った櫛橋一族の多くは黒田氏に仕え福岡藩士として存続した。政伊の家督は、次男・定重が継承したようである。